# Abschnittsbefestigung Dorfen
Die Abschnittsbefestigung Dorfen ist eine abgegangene mittelalterliche Höhenburg (Abschnittswall) auf einem 460 m ü. NHN hohen Bergausläufer über dem Alztal zwischen der Wasserburgerstraße und der Thalhamer Straße bei Dorfen, einem Gemeindeteil von Altenmarkt an der Alz im Landkreis Traunstein in Bayern.
Im 19. Jahrhundert wurde die Burganlage als stark zerstört erwähnt und ist heute überbaut. Der Burgstall ist nicht als Bodendenkmal im Bayernatlas aufgenommen.